# Ilmari Tapiovaara

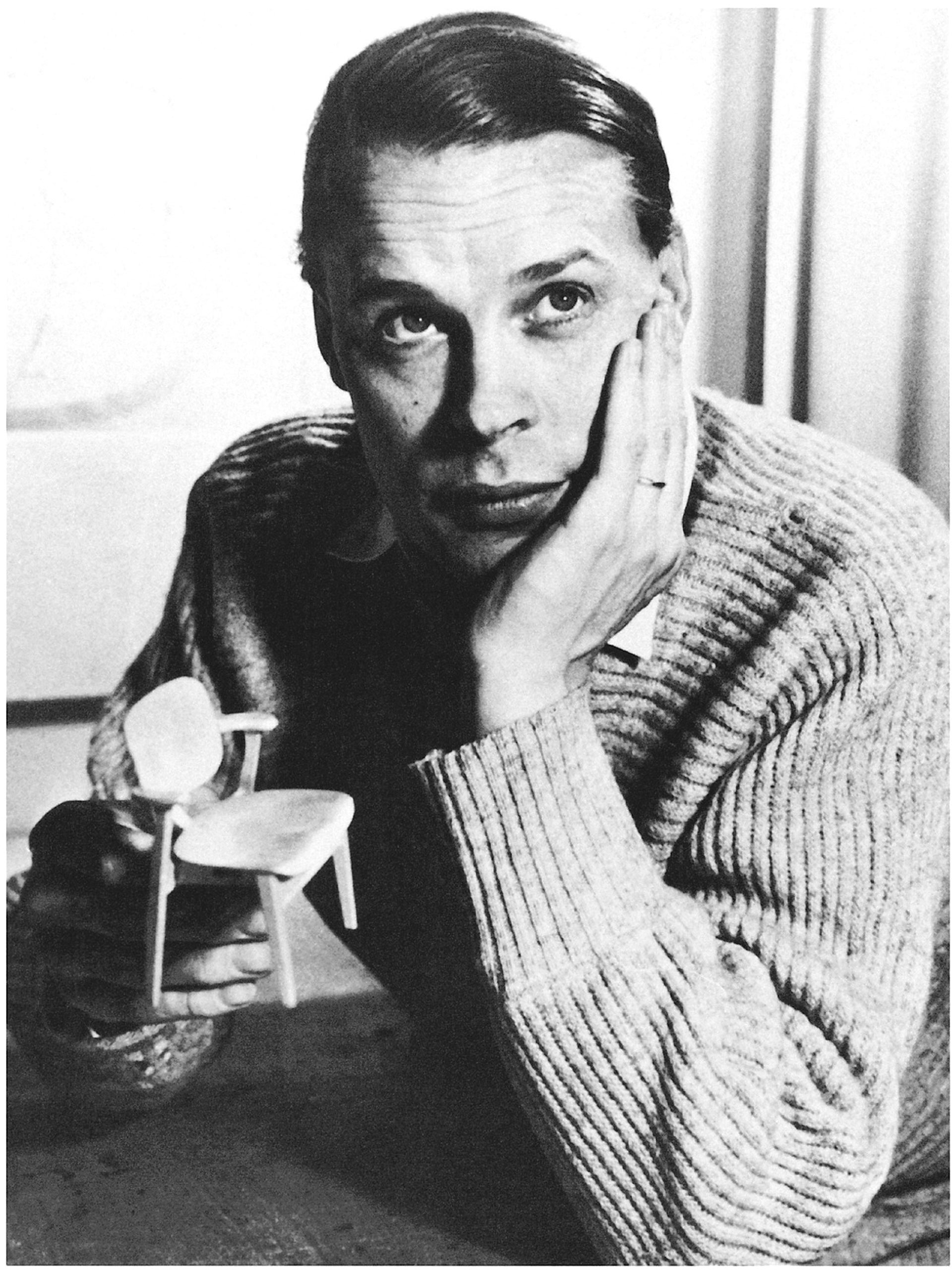
Tapiovaara med en miniatyrmodell av Domus-stolen på 1940-talet

Yrjö Ilmari Tapiovaara, född 7 september 1914 i Tammerfors, död 31 januari 1999 i Helsingfors, var en finländsk inredningsarkitekt och möbelformgivare.

## Biografi
Tapiovaara utbildade sig vid Konstindustriella läroverket i Helsingfors och praktiserade därefter för Le Corbusier. Åren 1945–1951 var han verksam som konstnärlig ledare vid möbelfabriken Keravan Puuteollisuus Oy och lärare i inredning vid Tekniska högskolan, Helsingfors, Konstindustriella läroverket samt dess efterträdare Konstindustriella högskolan. Från 1954 bedrev han egen verksamhet. Han var även verksam utomlands, bland annat i Mauritius, Hongkong och Jugoslavien där han ägnade sig åt utvecklingsarbete, samt i USA, där han undervisade.
Tapiovaara ansvarade för inredningsarbeten i många offentliga byggnader. Som möbelformgivare gjorde han sig främst berömd för sina modeller i böjträ, däribland  Domus-stolen 1946, som i USA marknadsfördes mom Finnchair.
Tapiovaara har hedrats med två mynt, ett specialmynt på två euro och ett jubileumsmynt i valörerna 10 och 20 euro, bägge formgivna av Harri Koskinen och utgivna 2014.